# Ian Robson
Ian Robson, né en 1948, est un astronome britannique, secrétaire général assistant de l'Union astronomique internationale pour le triennat 2018-2021. Il se voit contraint de quitter ce poste en 2019 pour raisons personnelles.